# Массин, Юрий Владимирович
Юрий Владимирович Массин (родился 30 июня 1941 года, Запорожье) — советский и российский композитор, пианист и педагог, член Союза композиторов России, Заслуженный деятель искусств РФ (1995).

## Биография
Юрий Массин родился в творческой семье: отец — артист, мать — музыкант. В 1957 году поступил в Калининское музыкальное училище, 1956—1961 годах обучался в Московском музыкальном училище им. Мерзлякова, а в 1964—1966 годах — в Краснодарском музыкальном училище. С 1966 года по 1971 год проживал в Киеве, работал в концертных организациях, на украинском телевидении. В 1971 году переехал в Саратов, где окончил Саратовскую консерваторию по классу композиции. Его педагогами по классу композиции были Б. А. Сосновцев и М. Н. Симанский. Работал в музыкальном училище города Маркса, а затем в Саратовском областном училище искусств. В 1983 году Массин был принят в члены Союза композиторов России, с 1991 года по 1996 год возглавлял саратовскую композиторскую организацию. В 1995 году ему присвоили почётное звание Заслуженного деятеля искусств РФ.
В своём музыкальном творчестве Юрий Массин сумел охватить самые разные жанры — от симфонического и струнного квартета до музыкального театра и песен. Широкой публике Юрий Массин известен как автор музыки к песням «Легенда о соболиной охоте», «Дорога в никуда», «Мираж» и другим — из альбома «Сны и были» актёра Николая Караченцова. Юрий Владимирович также пишет произведения для детей — это хоровые сочинения, серия музыкальных композиций: «Фейные сказки» на стихи К. Бальмонта, «Путешествия вокруг Земного шара» и «Прочти и катай в Париж и Китай». За последние несколько лет он создал несколько новых произведений — музыка к «Сказке о глупом мышонке» С. Маршака, а также этноконцерт «Мой игрушечный рай». Более 35-ти лет Юрий Массин собирает коллекцию этнических музыкальных инструментов и музыкальных игрушек народов мира. В настоящее время она содержит около 80-ти экспонатов из разных стран: России, Испании, Италии, Швейцарии, Франции, Австралии, Бразилии, Судана, Конго, Индонезии, островов Карибского моря. Ежегодно коллекция пополняется новыми экзотическими инструментами, специально для которых композитор сочиняет оригинальные музыкальные пьесы.
Живёт и работает в Саратове.
Ведёт активную педагогическую деятельность: преподает в Саратовском областном колледже искусств, детских музыкальных школах г. Саратова и Энгельса. Его ученики по классу композиции сегодня преподают в Саратовской консерватории (Мишле В. С., Орлов В. В.) и колледже искусств (Колдаева А. Н.).

## Дискография
- 1996 — «Сны и были Николая Караченцова» (CD)[6].

## Песни из альбома «Сны и были Николая Караченцова»
- «Жёлтый остров» (музыка Юрия Массина, слова Аллы Фёдоровой).
- «Мираж» (музыка Юрия Массина, слова Аллы Фёдоровой).
- «Галатея» (музыка Юрия Массина, слова Аллы Фёдоровой).
- «Улетело птицей» (музыка Юрия Массина, слова Аллы Фёдоровой).
- «Александр Иванович, скажи…» (музыка Юрия Массина, слова Аллы Фёдоровой).
- «Эмиры и султаны» (музыка Юрия Массина, слова Бориса Шифрина).
- «Чаша горькая» (музыка Юрия Массина, слова Бориса Шифрина).
- «Дорога в никуда» (музыка Юрия Массина, слова Бориса Шифрина).
- «Сердце» (музыка Юрия Массина, слова Расула Гамзатова).
- «Куда ты уходишь, Россия?» (музыка Юрия Массина, слова Михаила Чернышова).
- «И защебечет жаворонок звонко…» (музыка Юрия Массина, слова Ильи Лапшина).
- «В небо летело» (музыка Юрия Массина, слова Валерия Медведева).
- «Легенда о соболиной охоте» (музыка Юрия Массина, слова Валерия Медведева).